# Надеждинский сельсовет (Оренбургская область)
Надеждинский сельсовет — сельское поселение в Саракташском районе Оренбургской области Российской Федерации.
Административный центр — село Надеждинка.

## История
Статус и границы сельского поселения установлены Законом Оренбургской области от 2 сентября 2004 года № 1424/211-III-ОЗ «О наделении муниципальных образований Оренбургской области статусом муниципального района, городского округа, городского поселения, установлении и изменении границ муниципальных образований»

## Население
| 2010 | 2012 | 2013 | 2014 | 2015 | 2016 | 2017 |
| ---- | ---- | ---- | ---- | ---- | ---- | ---- |
| 563  | ↗577 | ↗585 | ↘553 | ↗564 | ↘561 | ↘554 |
| 2018 | 2019 | 2020 | 2021 |      |      |      |
| ↘539 | ↘522 | ↘519 | ↘511 |      |      |      |

## Состав сельского поселения
| № | Населённый пункт | Тип населённого пункта       | Население |
| - | ---------------- | ---------------------------- | --------- |
| 1 | Надеждинка       | село, административный центр | 378       |
| 2 | Туркестан        | хутор                        | 2         |
| 3 | Яковлевка        | село                         | 183       |

### Упразднённые населённые пункты
- Сарбай — упразднённый в 2000 году хутор[13].